# Le Creusot
Le Creusot és un municipi francès, situat al departament de Saona i Loira i a la regió de Borgonya - Franc Comtat. L'any 2003 tenia 26.283 habitants.

## Fills il·lustres
- René Rateau (1909-[...]) fou un músic flautista.
- Claudie Haigneré (1957): política, metgessa i astronauta.